# Spejbl und Hurvínek

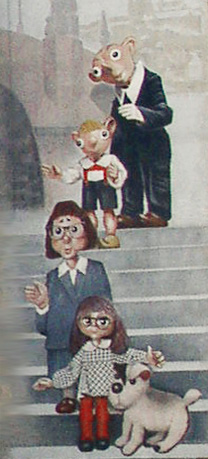
Die gesamte „Familie“ auf einem Wandbild an der Außenfassade des Prager Marionettentheaters „Spejbl und Hurvínek“.

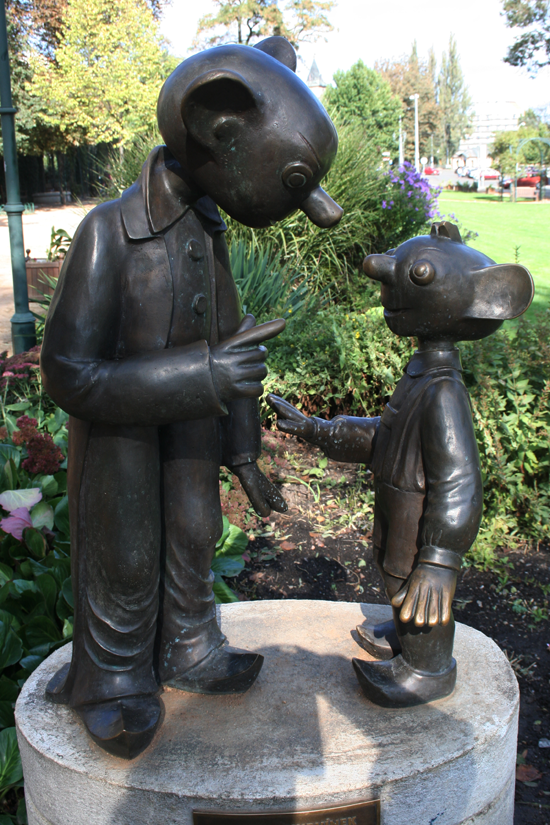
Plastik von Spejbl und Hurvínek in Pilsen

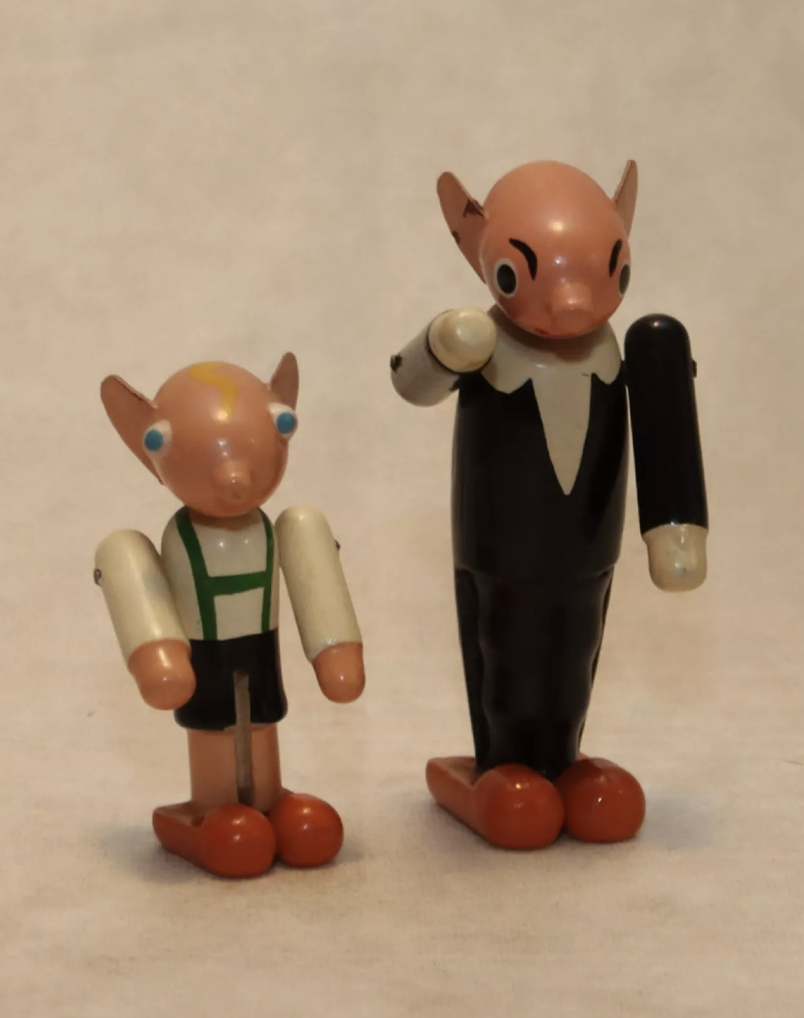
Spejbl und Hurvínek Figuren

Spejbl und Hurvínek oder Hurvínek und Spejbl sind die beiden berühmtesten Marionetten des tschechischen Puppenspielers Josef Skupa. 

## Geschichte
Vater Spejbl wurde 1919/1920 vom Pilsener Holzschnitzer Karel Nosek (1850–1933) nach Vorlagen Skupas gefertigt. Im Jahre 1926 folgte Sohn Hurvínek, gefertigt von Gustav Nosek (1887–1974), dem Neffen von Karel Nosek. In späteren Jahren gesellten sich weitere Figuren hinzu: Hurvíneks Freundin Mánička (1930), Hund Žeryk (1930, deutsch auch Jerry) und Frau Kateřina (1971), die Großmutter Máničkas.
Kern der meisten, insbesondere der kurzen Stücke sind die Dialoge zwischen dem Vater Spejbl, der oft von sich und seinen Kenntnissen sehr überzeugt ist, und Sohn Hurvínek, der die Selbstüberzeugung des Vaters mit entsprechenden Fragen ins Wanken bringt. Die Stücke sind eine Mischung aus groteskem Humor und Alltagssatire. Der Vorname Spejbls wird nahezu nie erwähnt, er lautet Jozef. Damit wird klar, dass Spejbl der Nachname beider Marionetten sein muss.
Spejbl und Hurvínek wurden vom Prager Marionettentheater Spejbl und Hurvínek weltweit in 31 Ländern und insgesamt 21 Sprachen aufgeführt. Während Miloš Kirschners Ägide wurde in 18 Sprachen gespielt, Martin Klásek bringt es auf 12, zum Teil von Kirschner abweichende Sprachen. Häufig folgt eine abendliche Aufführung mit einem Stück für Erwachsene auf eine Nachmittagsvorstellung mit einem Kinderprogramm. Besonderer Beliebtheit im deutschsprachigen Raum erfreuten sich die Puppen in der DDR. Dort erschienen – zusätzlich zu den vielen Gastspielen – zahlreiche Hörspiele auf Schallplatte und Kompaktkassette. Noch heute finden die meisten Deutschland-Gastspiele der Prager in Ostdeutschland statt.
Ihre bisher größte Popularität erlangten Spejbl und Hurvínek ab den 1950er Jahren. Dies wird unter anderem Miloš Kirschner zugeschrieben, der von Skupa an seinem Lebensabend als sein Nachfolger und Erbe bestimmt wurde. Von 1951 bis zu seinem Tod 1996 verlieh Kirschner Vater und Sohn Stimme und Auftritt. Sein Nachfolger wurde der von ihm ausgebildete Martin Klásek, der Spejbl und Hurvínek bis heute spricht.
Die weiblichen Figuren spielte Helena Štáchová, die nach dem Tode ihres Ehemannes Miloš Kirschner zur Direktorin des Theaters ernannt wurde. Sie führte und sprach bis 2016, ein Jahr vor ihrem Tod, Mánička und die auf ihre Anregung hin und unter ihrer und Kirschners Mitarbeit für sie geschaffene Figur der Frau Kateřina. Hund Žeryk wurde von Miroslav Černý verkörpert.
Im Jahre 2003 kam es zu einem kleinen Skandal, als der kanadische Künstler Tiga Kopien der Spejbl-Marionette für sein Musikvideo zur Coverversion von Hot in Herre verwendete. Bei der verantwortlichen Produktionsfirma !K7 Records in Berlin wusste man nach eigenem Bekunden nichts von der enormen Popularität der Puppe in deren Heimat. Die Idee, die Spejbl-Puppe für ein Musikvideo zu verwenden, kam auf, nachdem der Bruder von Tiga die Marionette in Prag fand, wo sie in großen Mengen auf Märkten angeboten wird. Der junge Mann trat bald mit der Puppe in Clubs seiner Heimatstadt Montreal auf und erhielt so eine gewisse Bekanntheit. Tiga selbst hatte dann die Idee, die Puppe für sein neues Musikvideo zu verwenden. Dies sorgte erst für Empörung unter den tschechischen Fans der beiden Holzpuppen. Man merkte aber bald, dass das Video auch Vorteile für die Popularität von Spejbl und Hurvínek bietet. Helena Štáchová setzte sich mit der Produktionsfirma !K7 Records in Verbindung und man einigte sich recht schnell außergerichtlich. 2008 endete zudem ein zehnjähriger Streit mit der Stadt Pilsen um die Nutzungsrechte an den Figuren, den Štáchová und das Theater für sich entscheiden konnten. 2013 erhielt das Theater den Thalia-Preis.
Nach Spejbl und Hurvínek wurden die Hauptgürtelasteroiden (29471) Spejbl und (29472) Hurvinek benannt.
Puppenspieler und Sprecher
- Josef Skupa – Gründer des Theaters, Schöpfer der Hauptfiguren sowie Sprecher und Führer von Spejbl und Hurvínek
- Jiřina Skupová – Sprecherin Hurvíneks
- Jan Vavřík-Rýz – Puppenspieler, Erfinder der Figur der Frau Drbalková
- Anna Kreuzmannová (1930–1945), Božena Weleková (1945–1967) und Blanka Macková – Sprecherinnen Máničkas
- Miloš Kirschner – Nachfolger Skupas als Führer und Sprecher der beiden Hauptfiguren; Schöpfer der Figur der Frau Katherina
- Helena Štáchová (1967–2016), Marie Šimsová (seit 2016) – Sprecherin und Führerin der weiblichen Figuren
- Martin Klásek – Sprecher und Führer der beiden Hauptfiguren in Nachfolge Kirschners (1974 der erste Auftritt, ab 1982 regelmäßiger Ersatz Kirschners)
- Bohuslav Šulc, Puppenspieler, langjähriger Führer Hurvíneks
- Miroslav Vomela, Puppenspieler, langjähriger Führer Spejbls
- Gustav Nosek (1930–1938), František Flajšhanz, Miroslav Černý, Miroslav Polák (aktuell) – Führung und Interpretation des Hundes Žeryk

Theaterleiter
- 1930–1956: Josef Skupa; vertretungsweise während Skupas Verhaftung: Jiřina Skupová
- 1956–1966: Ota Popp
- 1966–1996: Miloš Kirschner
- 1996–2016: Helena Štáchová
- 2018 Denisa Kirschnerová

## Hörspiele und Aufzeichnungen (auf Deutsch; unvollständig)
Tonträger:
- Spejbl & Hurvínek. Schallplatte, Supraphon, Prag 1968.
- Amorosiada. Persiflage auf die Liebe., Schallplatte, Theater-Konzert-Direktion Heister und Sonopres, Hamburg und Gütersloh 1971.
- Hurvíneks Schneemann. Schallplatte, Supraphon, Prag 1978.
  - Lizenzausgabe DDR: Deutsche Schallplatten, Berlin 1977.
  - Lizenzausgabe BRD: Theater-Konzert-Direktion Heister, Hamburg 1978.
- Spejbls herzliche Metaferosen.
  - Lizenzausgabe BRD: Herrn Spejbl's herzliche Metaferosen. Theater-Konzert-Direktion Heister und Sonopres, Hamburg und Gütersloh 1978.
- Hurvínek im Traumland, Schallplatte, Supraphon, Prag 1982.
- Der Weihnachtskarpfen. EP (oder Single?)
- Spejbl & Hurvínek zum Geburtstag, Schallplatte. Supraphon, Prag 1975.
- Hurvínek unter den Käfern. Supraphon, Prag 1977.
  - Lizenzausgabe BRD: Theater-Konzert-Direktion Heister und Sonopres, Hamburg und Gütersloh 1978.
- Spejbls Urlaub mit Hurvínek. Schallplatte, Supraphon, Prag 1980.
- Hurvínek macht Ferien. Supraphon, Prag 1980.
- Das Beste von Spejbl und Hurvinek. 3 CDs, 2002 (Kompilation diverser Supraphon-Aufnahmen)
  - Teil 1: Hurvíneks gute Kinderstube. Random House Audio, Köln 2002, ISBN 978-3-89830-436-8.
  - Teil 2: Hurvínek, Mánička und Herr Spejbl zum Geburtstag. Random House Audio, Köln 2002, ISBN 978-3-89830-434-4.
  - Teil 2: Hurvíneks Schneemann. Random House Audio, Köln 2002, ISBN 978-3-89830-432-0.
- Neues von Spejbl und Hurvinek. 3 CDs, 2003 (Kompilation diverser Supraphon-Aufnahmen)
  - Teil 1: Hurvíneks Ferien. Random House Audio, Köln 2003, ISBN 978-3-89830-645-4.
  - Teil 2: Spejbl Und Hurvínek sinnvoller Unsinn. Random House Audio, Köln 2003, ISBN 978-3-89830-647-8.
  - Teil 2: Hurvíneks Doktorspiele. Random House Audio, Köln 2003, ISBN 978-3-89830-650-8.

Video:
- Spejbl & Hurvínek – Das Leben ist schön, DVD, 2004
- Spejbl & Hurvínek – Wie alles begann, DVD, 2004
- Spejbl & Hurvínek – Hurvíneks Jahr, DVD, 2004
- Spejbl & Hurvínek – DVD Collection (3 DVDs – Zusammenstellung obiger drei Einzelveröffentlichungen), 2004
- Hurvinek und die Zauberflöte, DVD 2005